# پولوکسویل (کارولینای شمالی)
پولوکسویل (به انگلیسی: Pollocksville) شهری در ایالت کارولینای شمالی کشور ایالات متحده آمریکا است که جمعیت آن در سرشماری سال ۲۰۱۰ میلادی، ۳۱۱ نفر بوده‌است.